# Trix (modélisme)
Pour les articles homonymes, voir Trix.
 (juin 2009).
Si vous disposez d'ouvrages ou d'articles de référence ou si vous connaissez des sites web de qualité traitant du thème abordé ici, merci de compléter l'article en donnant les références utiles à sa vérifiabilité et en les liant à la section « Notes et références ».

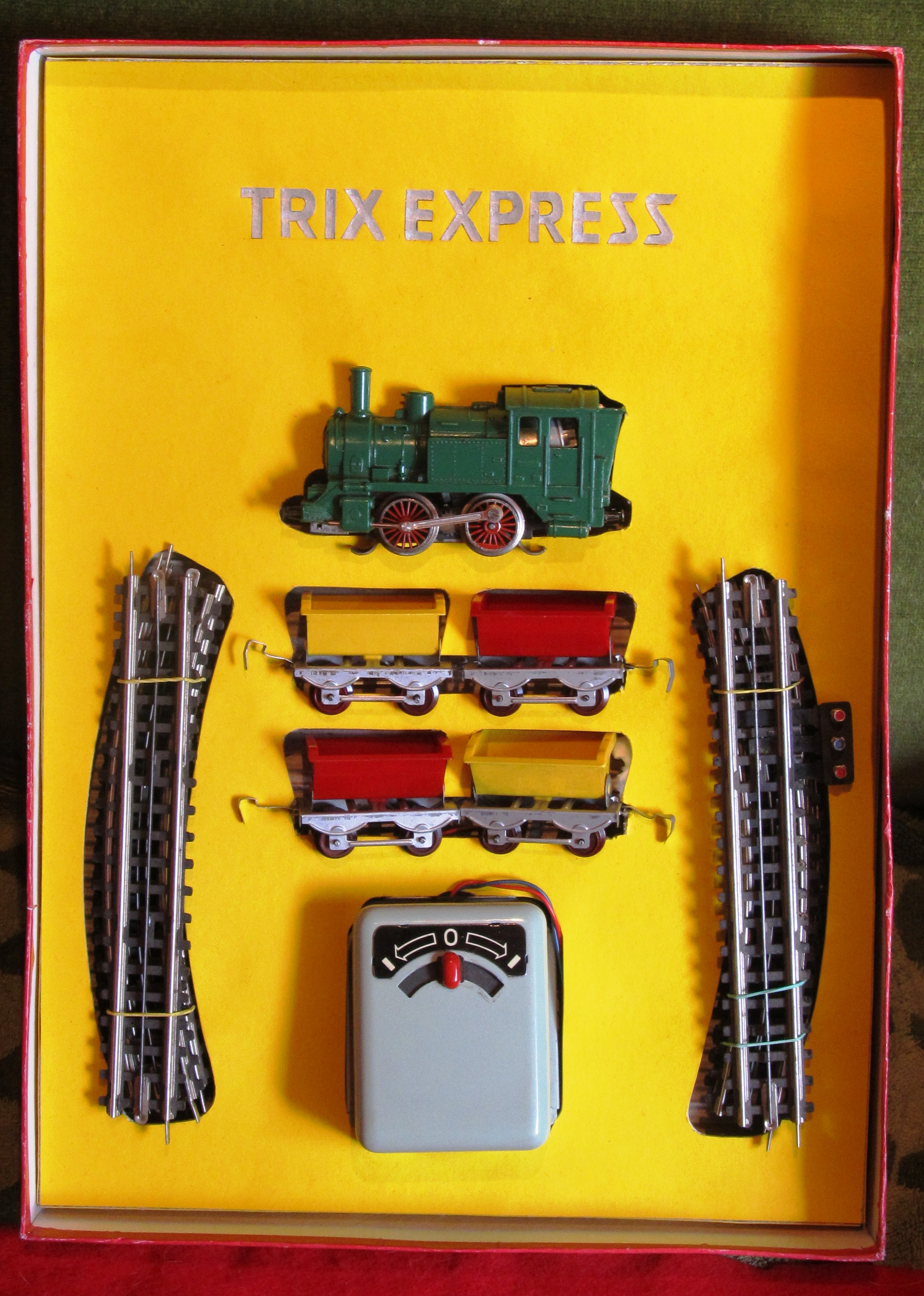
Trix Express "Sandbahn", garniture du chemin de fer miniature

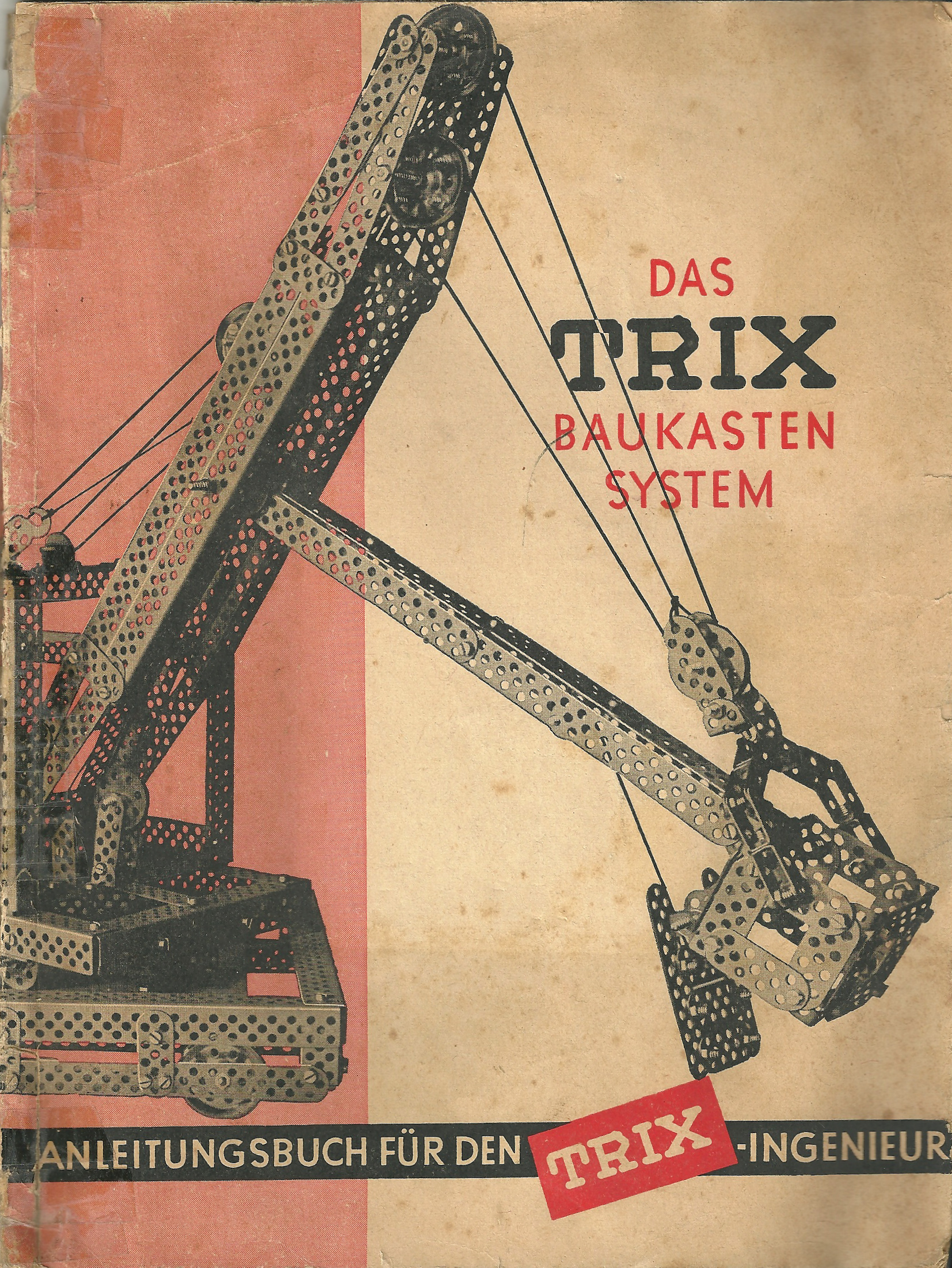
Jeu de construction Trix.

Trix est une entreprise allemande de fabrication de jouets, fondée en 1838 à Nuremberg par J. Haffner, rejoint plus tard par Andreas Fortner. Elle est devenue une marque de Märklin, aujourd'hui spécialisée dans les trains miniatures.

## Histoire
En 1928, Stephan Bing rejoint la société avec un savoir-faire sur les trains jouets mécaniques. La production consiste essentiellement en trains à traîner.
Fin 1930, l'entreprise lance le jeu de construction métallique Trix, concurrent du système Meccano, alors en plein essor. Néanmoins le système Trix se distinguait par des éléments de base différents de Meccano : là où les pièces Meccano comportaient une seule rangée de trous, Trix en proposait trois, d'où une grande souplesse d'adaptation. Selon les époques, certaines pièces de base Trix (bandes plates) ont été fabriquées en tôle aluminium, mais la plupart sont en tôle d'acier nickelé. Il y en eut aussi des dorées, tandis que d'autres furent peintes en bleu clair ou rouge. La gamme des éléments était beaucoup moins étendue que celle de Meccano. Seuls les moyeux de quelques roues dentées étaient en laiton tourné avec vis de blocage sur l'axe. Ce système fut distribué dans toute l'Europe et une société spécialisée « Trix Ltd » fut même créée en 1932 en Grande-Bretagne, sur les terres de Meccano. Ce jeu de construction fut distribué jusqu'en 1998 parallèlement aux autres lignes de production de Trix.
En janvier 1935, la firme présente les trains miniatures Trix-Express (encore appelés Trix Modell) à l'échelle HO. 
D'une grande précision de fabrication face à ses concurrents, les locomotives (hormis les entrées de gamme) étaient moulées en alliage d'aluminium et les wagons en tôle emboutie. 
Le système était fondé sur un rail à trois conducteurs, deux étant les rails porteurs adjoints d'un rail central. La prise de force des motrices se faisait par des patins frotteurs, un latéral et un central. Il permettait, en inversant le sens de marche, à deux locomotives d'être commandées indépendamment sur le même tronçon. Les locomotives étaient alimentées, depuis le début des années 1960, par du 12V continu à variation de tension et les accessoires de voie par du 12V alternatif. Le réalisme des voies, par contre, était moins bon car l'aspect était moins réaliste, ce qui pouvait devenir gênant en modélisme.
En 1964, les premiers modèles motorisés à l'échelle 1:180 sont présentés sous le nom Minitrix Electric, avec un système « 3 rails » permettant l'alimentation séparée de deux convois en courant continu sur un même circuit.
Face à la concurrence de la firme Arnold les Minitrix passent rapidement à l'échelle standard N (1:160). Sous le nom de Trix International la firme propose aussi une gamme de trains à l'échelle HO. Dès 1982, elle présente un système digital de commande de convois sous le nom Selectrix.
Les gammes de trains miniatures ne cessent de s'étendre, mais la firme est intégrée en 1997, comme filiale de Märklin. Néanmoins la production spécifique de Trix International et Minitrix continue.